# Tanasevitchia
Genre
Tanasevitchia est un genre d'araignées aranéomorphes de la famille des Linyphiidae.

## Distribution
Les espèces de ce genre sont endémiques de Russie.

## Liste des espèces
Selon World Spider Catalog (version 16.5, 14/08/2015) :
- Tanasevitchia strandi (Ermolajev, 1937)
- Tanasevitchia uralensis (Tanasevitch, 1983)

## Étymologie
Cet genre est nommé en l'honneur d'Andrei V. Tanasevitch.

## Publication originale
- Marusik & Saaristo, 1999 : Review of East Palearctic species of the genus Minicia Thorell, 1875 with descriptions of two new genera (Aranei: Linyphiidae: Erigoninae). Arthropoda Selecta, vol. 8, no 2, p. 125-130 (texte intégral).